# اسویتلانا بوندرنکو
اسویتلانا بوندرنکو (به انگلیسی: Svitlana Bondarenko) زادهٔ ۱۲ اوت ۱۹۷۱ شناگر اهل اوکراین است.